# Temporada 2011-12 de la NBA
La temporada 2011-12 de la NBA fue la sexagesimosexta de la historia de la competición estadounidense de baloncesto. El inicio de la competición se vio afectado debido al cierre patronal a causa del fracaso en la nueva negociación del convenio colectivo de los jugadores, ya que el actual venció el 30 de junio de 2011, y la asociación de jugadores y la NBA no llegaron a un acuerdo en la reducción de los salarios de los jugadores. El All-Star Game se celebró el 26 de febrero de 2012 en el Amway Center de Orlando.
El 26 de noviembre, se llegó a un principio de acuerdo entre jugadores y equipos, por el cual la temporada regular comenzó el día de Navidad y finalizó el 26 de abril de 2012, alterando la composición de la temporada regular, que se compuso de 66 partidos en vez de los 82 habituales.
El 21 de junio los Miami Heat, liderados por LeBron James, se coronaron campeones de la NBA por segunda vez en su historia tras ganar a los Oklahoma City Thunder en las Finales de la NBA por un resultado global de 4-1.

## Clasificaciones

### Por división
| División Atlántico   | G  | P  | %    | PV | C     | F     | Div. |
| -------------------- | -- | -- | ---- | -- | ----- | ----- | ---- |
| y-Boston Celtics     | 39 | 27 | .591 | –  | 24–9  | 15–18 | 8–6  |
| x-New York Knicks    | 36 | 30 | .545 | 3  | 22–11 | 14–19 | 8–6  |
| x-Philadelphia 76ers | 35 | 31 | .530 | 4  | 19–14 | 16–17 | 7–6  |
| Toronto Raptors      | 23 | 43 | .348 | 16 | 13–20 | 10–23 | 7–8  |
| New Jersey Nets      | 22 | 44 | .333 | 17 | 9–24  | 13–20 | 5–9  |

| División Central    | G  | P  | %    | PV | C     | F     | Div. |
| ------------------- | -- | -- | ---- | -- | ----- | ----- | ---- |
| z-Chicago Bulls     | 50 | 16 | .758 | –  | 26–7  | 24–9  | 13–1 |
| x-Indiana Pacers    | 42 | 24 | .636 | 8  | 23–10 | 19–14 | 9–4  |
| Milwaukee Bucks     | 31 | 35 | .470 | 19 | 17–16 | 14–19 | 7–8  |
| Detroit Pistons     | 25 | 41 | .379 | 25 | 18–15 | 7–26  | 4–11 |
| Cleveland Cavaliers | 21 | 45 | .318 | 29 | 11–22 | 10–23 | 3–12 |

| División Sureste   | G  | P  | %    | PV | C     | F     | Div. |
| ------------------ | -- | -- | ---- | -- | ----- | ----- | ---- |
| y-Miami Heat       | 46 | 20 | .697 | –  | 28–5  | 18–15 | 9–5  |
| x-Atlanta Hawks    | 40 | 26 | .606 | 6  | 23–10 | 17–16 | 11–3 |
| x-Orlando Magic    | 37 | 29 | .561 | 9  | 21–12 | 16–17 | 8–7  |
| Washington Wizards | 20 | 46 | .303 | 26 | 11–22 | 9–24  | 7–7  |
| Charlotte Bobcats  | 7  | 59 | .106 | 39 | 4–29  | 3–30  | 1–14 |

| División Noroeste       | G  | P  | %    | PV | C     | F     | Div. |
| ----------------------- | -- | -- | ---- | -- | ----- | ----- | ---- |
| y-Oklahoma City Thunder | 47 | 19 | .712 | –  | 26–7  | 21–12 | 10–3 |
| x-Denver Nuggets        | 38 | 28 | .576 | 9  | 20–13 | 18–15 | 6–7  |
| x-Utah Jazz             | 36 | 30 | .545 | 11 | 25–8  | 11–22 | 9–4  |
| Portland Trail Blazers  | 28 | 38 | .424 | 19 | 20–13 | 8–25  | 4–10 |
| Minnesota Timberwolves  | 26 | 40 | .394 | 21 | 13–20 | 13–20 | 4–9  |

| División Pacífico      | G  | P  | %    | PV | C     | F     | Div. |
| ---------------------- | -- | -- | ---- | -- | ----- | ----- | ---- |
| y-Los Angeles Lakers   | 41 | 25 | .621 | –  | 26–7  | 15–18 | 9–5  |
| x-Los Angeles Clippers | 40 | 26 | .606 | 1  | 24–9  | 16–17 | 7–7  |
| Phoenix Suns           | 33 | 33 | .500 | 8  | 19–14 | 14–19 | 9–5  |
| Golden State Warriors  | 23 | 43 | .348 | 18 | 12–21 | 11–22 | 7–8  |
| Sacramento Kings       | 22 | 44 | .333 | 19 | 16–17 | 6–27  | 3–10 |

| División Suroeste   | G  | P  | %    | PV | C     | F     | Div. |
| ------------------- | -- | -- | ---- | -- | ----- | ----- | ---- |
| c-San Antonio Spurs | 50 | 16 | .758 | –  | 28–5  | 22–11 | 12–4 |
| x-Memphis Grizzlies | 41 | 25 | .621 | 9  | 26–7  | 15–18 | 7–8  |
| x-Dallas Mavericks  | 36 | 30 | .554 | 14 | 23–10 | 13–20 | 8–5  |
| Houston Rockets     | 34 | 32 | .508 | 16 | 22–11 | 12–21 | 6–8  |
| New Orleans Hornets | 21 | 45 | .323 | 29 | 11–22 | 10–23 | 3–11 |

### Por conferencia
| N.º | Equipo               | G  | P  | %    | PV |
| --- | -------------------- | -- | -- | ---- | -- |
| 1   | z-Chicago Bulls      | 50 | 16 | .758 | –  |
| 2   | y-Miami Heat         | 46 | 20 | .697 | 4  |
| 3   | x-Indiana Pacers     | 42 | 24 | .636 | 8  |
| 4   | y-Boston Celtics     | 39 | 27 | .591 | 11 |
| 5   | x-Atlanta Hawks      | 40 | 26 | .606 | 10 |
| 6   | x-Orlando Magic      | 37 | 29 | .561 | 13 |
| 7   | x-New York Knicks    | 36 | 30 | .545 | 14 |
| 8   | x-Philadelphia 76ers | 35 | 31 | .530 | 15 |
|     |                      |    |    |      |    |
| 9   | Milwaukee Bucks      | 31 | 35 | .470 | 19 |
| 10  | Detroit Pistons      | 25 | 41 | .379 | 25 |
| 11  | Toronto Raptors      | 23 | 43 | .348 | 27 |
| 12  | New Jersey Nets      | 22 | 44 | .333 | 28 |
| 13  | Cleveland Cavaliers  | 21 | 45 | .318 | 29 |
| 14  | Washington Wizards   | 20 | 46 | .303 | 30 |
| 15  | Charlotte Bobcats    | 7  | 59 | .106 | 43 |

| N.º | Equipo                  | G  | P  | %    | PV |
| --- | ----------------------- | -- | -- | ---- | -- |
| 1   | c-San Antonio Spurs     | 50 | 16 | .758 | –  |
| 2   | y-Oklahoma City Thunder | 47 | 19 | .712 | 3  |
| 3   | y-Los Angeles Lakers    | 41 | 25 | .621 | 9  |
| 4   | x-Memphis Grizzlies     | 41 | 25 | .621 | 9  |
| 5   | x-Los Angeles Clippers  | 40 | 26 | .606 | 10 |
| 6   | x-Denver Nuggets        | 38 | 28 | .576 | 12 |
| 7   | x-Dallas Mavericks      | 36 | 30 | .545 | 14 |
| 8   | x-Utah Jazz             | 36 | 30 | .545 | 14 |
|     |                         |    |    |      |    |
| 9   | Houston Rockets         | 34 | 32 | .515 | 16 |
| 10  | Phoenix Suns            | 33 | 33 | .500 | 17 |
| 11  | Portland Trail Blazers  | 28 | 38 | .424 | 22 |
| 12  | Minnesota Timberwolves  | 26 | 40 | .394 | 24 |
| 13  | Golden State Warriors   | 23 | 43 | .348 | 27 |
| 14  | Sacramento Kings        | 22 | 44 | .333 | 28 |
| 15  | New Orleans Hornets     | 21 | 45 | .318 | 29 |

Notas
- z – Ventaja de cancha para todos los playoffs
- c – Ventaja de cancha para los playoffs de conferencia
- x – Alcanza los playoffs
- y – Alcanza el título de división

## Playoffs
|  | Primera ronda     | Primera ronda | Primera ronda  |   |                | Semifinales de Conferencia | Semifinales de Conferencia | Semifinales de Conferencia |  |    | Finales de Conferencia | Finales de Conferencia | Finales de Conferencia |  |    | Finales de la NBA | Finales de la NBA | Finales de la NBA |
|  |                   |               |                |   |                |                            |                            |                            |  |    |                        |                        |                        |  |    |                   |                   |                   |
|  | E1                | Chicago*      | 2              |   |                |                            |                            |                            |  |    |                        |                        |                        |  |    |                   |                   |                   |
|  | E8                | Philadelphia  | 4              |   |                |                            |                            |                            |  |    |                        |                        |                        |  |    |                   |                   |                   |
|  | E8                | Philadelphia  | 4              |   | E8             | Philadelphia               | 3                          |                            |  |    |                        |                        |                        |  |    |                   |                   |                   |
|  |                   |               |                |   | E8             | Philadelphia               | 3                          |                            |  |    |                        |                        |                        |  |    |                   |                   |                   |
|  |                   | E4            | Boston*        | 4 |                |                            |                            |                            |  |    |                        |                        |                        |  |    |                   |                   |                   |
|  | E4                | E4            | Boston*        | 4 | Boston*        | 4                          |                            |                            |  |    |                        |                        |                        |  |    |                   |                   |                   |
|  | E4                |               |                |   | Boston*        | 4                          |                            |                            |  |    |                        |                        |                        |  |    |                   |                   |                   |
|  | E5                | Atlanta       | 2              |   |                |                            |                            |                            |  |    |                        |                        |                        |  |    |                   |                   |                   |
|  | E5                | Atlanta       | 2              |   |                |                            |                            |                            |  | E4 | Boston*                | 3                      |                        |  |    |                   |                   |                   |
|  | Conferencia Este  |               |                |   |                |                            |                            |                            |  | E4 | Boston*                | 3                      |                        |  |    |                   |                   |                   |
|  |                   | E2            | Miami*         | 4 |                |                            |                            |                            |  |    |                        |                        |                        |  |    |                   |                   |                   |
|  | E3                | E2            | Miami*         | 4 | Indiana        | 4                          |                            |                            |  |    |                        |                        |                        |  |    |                   |                   |                   |
|  | E3                |               |                |   | Indiana        | 4                          |                            |                            |  |    |                        |                        |                        |  |    |                   |                   |                   |
|  | E6                | Orlando       | 1              |   |                |                            |                            |                            |  |    |                        |                        |                        |  |    |                   |                   |                   |
|  | E6                | Orlando       | 1              |   | E3             | Indiana                    | 2                          |                            |  |    |                        |                        |                        |  |    |                   |                   |                   |
|  |                   |               |                |   | E3             | Indiana                    | 2                          |                            |  |    |                        |                        |                        |  |    |                   |                   |                   |
|  |                   | E2            | Miami*         | 4 |                |                            |                            |                            |  |    |                        |                        |                        |  |    |                   |                   |                   |
|  | E2                | E2            | Miami*         | 4 | Miami*         | 4                          |                            |                            |  |    |                        |                        |                        |  |    |                   |                   |                   |
|  | E2                |               |                |   | Miami*         | 4                          |                            |                            |  |    |                        |                        |                        |  |    |                   |                   |                   |
|  | E7                | New York      | 1              |   |                |                            |                            |                            |  |    |                        |                        |                        |  |    |                   |                   |                   |
|  | E7                | New York      | 1              |   |                |                            |                            |                            |  |    |                        |                        |                        |  | E2 | Miami*            | 4                 |                   |
|  |                   |               |                |   |                |                            |                            |                            |  |    |                        |                        |                        |  | E2 | Miami*            | 4                 |                   |
|  |                   | O2            | Oklahoma City* | 1 |                |                            |                            |                            |  |    |                        |                        |                        |  |    |                   |                   |                   |
|  | O1                | O2            | Oklahoma City* | 1 | San Antonio*   | 4                          |                            |                            |  |    |                        |                        |                        |  |    |                   |                   |                   |
|  | O1                |               |                |   | San Antonio*   | 4                          |                            |                            |  |    |                        |                        |                        |  |    |                   |                   |                   |
|  | O8                | Utah          | 0              |   |                |                            |                            |                            |  |    |                        |                        |                        |  |    |                   |                   |                   |
|  | O8                | Utah          | 0              |   | O1             | San Antonio*               | 4                          |                            |  |    |                        |                        |                        |  |    |                   |                   |                   |
|  |                   |               |                |   | O1             | San Antonio*               | 4                          |                            |  |    |                        |                        |                        |  |    |                   |                   |                   |
|  |                   | O5            | L.A. Clippers  | 0 |                |                            |                            |                            |  |    |                        |                        |                        |  |    |                   |                   |                   |
|  | O4                | O5            | L.A. Clippers  | 0 | Memphis        | 3                          |                            |                            |  |    |                        |                        |                        |  |    |                   |                   |                   |
|  | O4                |               |                |   | Memphis        | 3                          |                            |                            |  |    |                        |                        |                        |  |    |                   |                   |                   |
|  | O5                | L.A. Clippers | 4              |   |                |                            |                            |                            |  |    |                        |                        |                        |  |    |                   |                   |                   |
|  | O5                | L.A. Clippers | 4              |   |                |                            |                            |                            |  | O1 | San Antonio*           | 2                      |                        |  |    |                   |                   |                   |
|  | Conferencia Oeste |               |                |   |                |                            |                            |                            |  | O1 | San Antonio*           | 2                      |                        |  |    |                   |                   |                   |
|  |                   | O2            | Oklahoma City* | 4 |                |                            |                            |                            |  |    |                        |                        |                        |  |    |                   |                   |                   |
|  | O3                | O2            | Oklahoma City* | 4 | L.A. Lakers*   | 4                          |                            |                            |  |    |                        |                        |                        |  |    |                   |                   |                   |
|  | O3                |               |                |   | L.A. Lakers*   | 4                          |                            |                            |  |    |                        |                        |                        |  |    |                   |                   |                   |
|  | O6                | Denver        | 3              |   |                |                            |                            |                            |  |    |                        |                        |                        |  |    |                   |                   |                   |
|  | O6                | Denver        | 3              |   | O3             | L.A. Lakers*               | 1                          |                            |  |    |                        |                        |                        |  |    |                   |                   |                   |
|  |                   |               |                |   | O3             | L.A. Lakers*               | 1                          |                            |  |    |                        |                        |                        |  |    |                   |                   |                   |
|  |                   | O2            | Oklahoma City* | 4 |                |                            |                            |                            |  |    |                        |                        |                        |  |    |                   |                   |                   |
|  | O2                | O2            | Oklahoma City* | 4 | Oklahoma City* | 4                          |                            |                            |  |    |                        |                        |                        |  |    |                   |                   |                   |
|  | O2                |               |                |   | Oklahoma City* | 4                          |                            |                            |  |    |                        |                        |                        |  |    |                   |                   |                   |
|  | O7                | Dallas        | 0              |   |                |                            |                            |                            |  |    |                        |                        |                        |  |    |                   |                   |                   |

## Líderes de las estadísticas
Actualizado 27 de abril de 2012
| Categoría                       | Jugador        | Equipo                 | Estadísticas |
| ------------------------------- | -------------- | ---------------------- | ------------ |
| Puntos por partido              | Kevin Durant   | Oklahoma City Thunder  | 28           |
| Rebotes por partido             | Dwight Howard  | Orlando Magic          | 14,51        |
| Asistencias por partido         | Rajon Rondo    | Boston Celtics         | 11,7         |
| Robos de balón por partido      | Chris Paul     | Los Angeles Clippers   | 2,53         |
| Tapones por partido             | Serge Ibaka    | Oklahoma City Thunder  | 3,65         |
| Porcentaje de tiros de campo    | Dwight Howard  | Orlando Magic          | 57,3         |
| Porcentaje de tiros de 3 puntos | Steve Novak    | New York Knicks        | 47,2         |
| Porcentaje de tiros libres      | Jamal Crawford | Portland Trail Blazers | 92,7         |
| Pts. + Rebs. + Asis.            | Kevin Love     | Minnesota Timberwolves | 41,4         |
| Eficiencia                      | LeBron James   | Miami Heat             | 29,9         |

## Premios

### Reconocimientos individuales
- MVP de la Temporada
  -  LeBron James, Miami Heat[4]
- Rookie del Año
  -  Kyrie Irving, Cleveland Cavaliers
- Mejor Defensor
  -  Tyson Chandler, New York Knicks[5]
- Mejor Sexto Hombre
  -  James Harden, Oklahoma City Thunder[6]
- Jugador Más Mejorado
  -  Ryan Anderson, Orlando Magic[7]
- Jugador Más Deportivo
  -  Jason Kidd, Dallas Mavericks[8]
- Premio Mejor Ciudadano J. Walter Kennedy
  -  Pau Gasol, Los Angeles Lakers
- Entrenador del año
  -  Gregg Popovich, San Antonio Spurs[9]
- Ejecutivo del Año
  -  Larry Bird, Indiana Pacers

| - Mejor quinteto: - F LeBron James - F Kevin Durant - C Dwight Howard - G Kobe Bryant - G Chris Paul | - 2.º mejor quinteto: - F Kevin Love - F Blake Griffin - C Andrew Bynum - G Russell Westbrook - G Tony Parker | - 3.er mejor quinteto: - F Carmelo Anthony - F Dirk Nowitzki - C Tyson Chandler - G Dwyane Wade - G Rajon Rondo |

| - Mejor quinteto defensivo: - F LeBron James - F Serge Ibaka - C Dwight Howard - G Chris Paul - G Tony Allen | - 2.º mejor quinteto defensivo: - F Kevin Garnett - F Luol Deng - C Tyson Chandler - G Rajon Rondo - G Kobe Bryant |

| - Mejor quinteto de rookies: - F Kenneth Faried - F/G Klay Thompson - G Ricky Rubio - G Kyrie Irving - F Kawhi Leonard (empatado) - G Iman Shumpert (empatado) - G Brandon Knight (empatado) | - 2.º mejor quinteto de rookies: - F Derrick Williams - F Chandler Parsons - F/C Tristan Thompson - F/G MarShon Brooks - G Isaiah Thomas |

### Jugador de la semana
| Semana                        | Conferencia Este                       | Conferencia Oeste                               | Ref.   |
| ----------------------------- | -------------------------------------- | ----------------------------------------------- | ------ |
| 25 de diciembre a 1 de enero  | LeBron James (Miami Heat) (1/6)        | Kevin Durant (Oklahoma City Thunder) (1/3)      | [ 12 ] |
| 2 de enero a 9 de enero       | LeBron James (Miami Heat) (2/6)        | Kobe Bryant (Los Angeles Lakers) (1/2)          | [ 13 ] |
| 10 de enero a 16 de enero     | Derrick Rose (Chicago Bulls) (1/2)     | Kobe Bryant (Los Angeles Lakers) (2/2)          | [ 14 ] |
| 17 de enero a 22 de enero     | Dwight Howard (Orlando Magic) (1/1)    | Marc Gasol (Memphis Grizzlies) (1/1)            | [ 15 ] |
| 23 de enero a 29 de enero     | LeBron James (Miami Heat) (3/6)        | Russell Westbrook (Oklahoma City Thunder) (1/2) | [ 16 ] |
| 30 de enero a 5 de febrero    | Paul Pierce (Boston Celtics) (1/1)     | Tony Parker (San Antonio Spurs) (1/1)           | [ 17 ] |
| 6 de febrero a 12 de febrero  | Jeremy Lin (New York Knicks) (1/1)     | Russell Westbrook (Oklahoma City Thunder) (2/2) | [ 18 ] |
| 13 de febrero a 19 de febrero | LeBron James (Miami Heat) (4/6)        | Kevin Durant (Oklahoma City Thunder) (2/3)      | [ 19 ] |
| 27 de febrero a 4 de marzo    | Derrick Rose (Chicago Bulls) (2/2)     | Ty Lawson (Denver Nuggets) (1/1)                | [ 20 ] |
| 5 de marzo a 11 de marzo      | Ersan İlyasova (Milwaukee Bucks) (1/1) | Monta Ellis (Golden State Warriors) (1/1)       | [ 21 ] |
| 12 de marzo a 18 de marzo     | Drew Gooden (Milwaukee Bucks) (1/1)    | Andrew Bynum (Los Angeles Lakers) (1/2)         | [ 22 ] |
| 19 de marzo a 25 de marzo     | Joe Johnson (Atlanta Hawks) (1/1)      | Kevin Durant (Oklahoma City Thunder) (3/3)      | [ 23 ] |
| 26 de marzo a 1 de abril      | Paul Pierce (Boston Celtics) (1/1)     | Chris Paul (Los Angeles Clippers) (1/1)         | [ 24 ] |
| 2 de abril a 8 de abril       | LeBron James (Miami Heat) (5/6)        | Goran Dragić (Houston Rockets) (1/1)            | [ 25 ] |
| 9 de abril a 15 de abril      | Kevin Garnett (Boston Celtics) (1/1)   | Andrew Bynum (Los Angeles Lakers) (2/2)         | [ 26 ] |
| 16 de abril a 22 de abril     | LeBron James (Miami Heat) (6/6)        | Al Jefferson (Utah Jazz) (1/1)                  | [ 27 ] |

### Jugador del mes
| Mes     | Conferencia Este                        | Conferencia Oeste                          | Ref.   |
| ------- | --------------------------------------- | ------------------------------------------ | ------ |
| Enero   | LeBron James (Miami Heat) (1/2)         | Kobe Bryant (Los Angeles Lakers) (1/1)     | [ 28 ] |
| Febrero | LeBron James (Miami Heat) (2/2)         | Kevin Durant (Oklahoma City Thunder) (1/2) | [ 29 ] |
| Marzo   | Paul Pierce (Boston Celtics) (1/1)      | Kevin Durant (Oklahoma City Thunder) (2/2) | [ 30 ] |
| Abril   | Carmelo Anthony (New York Knicks) (1/1) | Chris Paul (Los Angeles Clippers) (1/1)    | [ 31 ] |

### Rookies del mes
| Mes     | Conferencia Este                         | Conferencia Oeste                          | Ref.   |
| ------- | ---------------------------------------- | ------------------------------------------ | ------ |
| Enero   | Kyrie Irving (Cleveland Cavaliers) (1/3) | Ricky Rubio (Minnesota Timberwolves) (1/1) | [ 32 ] |
| Febrero | Kyrie Irving (Cleveland Cavaliers) (2/3) | Isaiah Thomas (Sacramento Kings) (1/2)     | [ 33 ] |
| Marzo   | Kyrie Irving (Cleveland Cavaliers) (3/3) | Isaiah Thomas (Sacramento Kings) (2/2)     | [ 34 ] |
| Abril   | Ivan Johnson (Atlanta Hawks) (1/1)       | Kenneth Faried (Denver Nuggets) (1/1)      | [ 35 ] |

### Entrenador del Mes
| Mes     | Conferencia Este                    | Conferencia Oeste                          | Ref.   |
| ------- | ----------------------------------- | ------------------------------------------ | ------ |
| Enero   | Tom Thibodeau (Chicago Bulls) (1/2) | Scott Brooks (Oklahoma City Thunder) (1/1) | [ 36 ] |
| Febrero | Erik Spoelstra (Miami Heat) (1/1)   | Gregg Popovich (San Antonio Spurs) (1/2)   | [ 37 ] |
| Marzo   | Tom Thibodeau (Chicago Bulls) (2/2) | Gregg Popovich (San Antonio Spurs) (2/2)   | [ 38 ] |
| Abril   | Frank Vogel (Indiana Pacers) (1/1)  | Lionel Hollins (Memphis Grizzlies) (1/1)   | [ 39 ] |